# Belontia
Belontia ist eine zwei Arten umfassende Gattung der Labyrinthfische (Anabantoidei). Der Wabenschwanzmakropode (Belontia hasselti) lebt in Südostasien, der Ceylonmakropode (Belontia signata) auf Sri Lanka. Der Gattungsname leitet sich von „Belontja“ ab, der einheimischen Bezeichnung für den Wabenschwanzmakropoden in Palembang.

## Merkmale
Belontia-Arten haben einen mäßig gestreckten, seitlich abgeflachten Körper und werden 15 bis 20 cm lang. Weibchen bleiben bei beiden Arten etwas kleiner und haben eine gedrungenere Körperform. Von den unpaaren Flossen wird die Rückenflosse von 16 bis 20 Hart- und 9 bis 13 Weichstrahlen gestützt. Bei der Afterflosse sind es 13 bis 17 Hart- und 10 bis 13 Weichstrahlen, bei den Bauchflossen ein Hart- und fünf Weichstrahlen. Brust- und Schwanzflosse sind ohne Hartstrahlen, 11 bis 13 Flossenstrahlen sind es bei den Brustflossen, 16 bis 18 zählt man in der Schwanzflosse. Rücken- und Afterflosse sind annähernd gleich lang und liegen einander fast symmetrisch gegenüber. Beide Flossen sind spitz ausgezogen, bei den Männchen länger als bei den Weibchen. Die Schwanzflosse ist abgerundet. Die Anzahl der Branchiostegalstrahlen liegt bei sechs.
- Schuppenformel: mLR 29–32.

## Verbreitung
Der Wabenschwanzmakropode kommt in Südostasien, auf der Malaiischen Halbinsel, Sumatra, Borneo und auf Java in der Nähe von Jakarta vor, der Ceylonmakropode auf Sri Lanka in den Provinzen Nord, Sabaragamuwa und West.

## Fortpflanzung
Belontia-Arten sind zur Laichzeit revierbildend, bilden eine Elternfamilie und legen ihre Eier in ein Schaumnest.